# Kasreman (Kasreman)
Kasreman is een bestuurslaag in het regentschap Ngawi van de provincie Oost-Java, Indonesië. Kasreman telt 2789 inwoners (volkstelling 2010).